# Giardino del Ranelagh

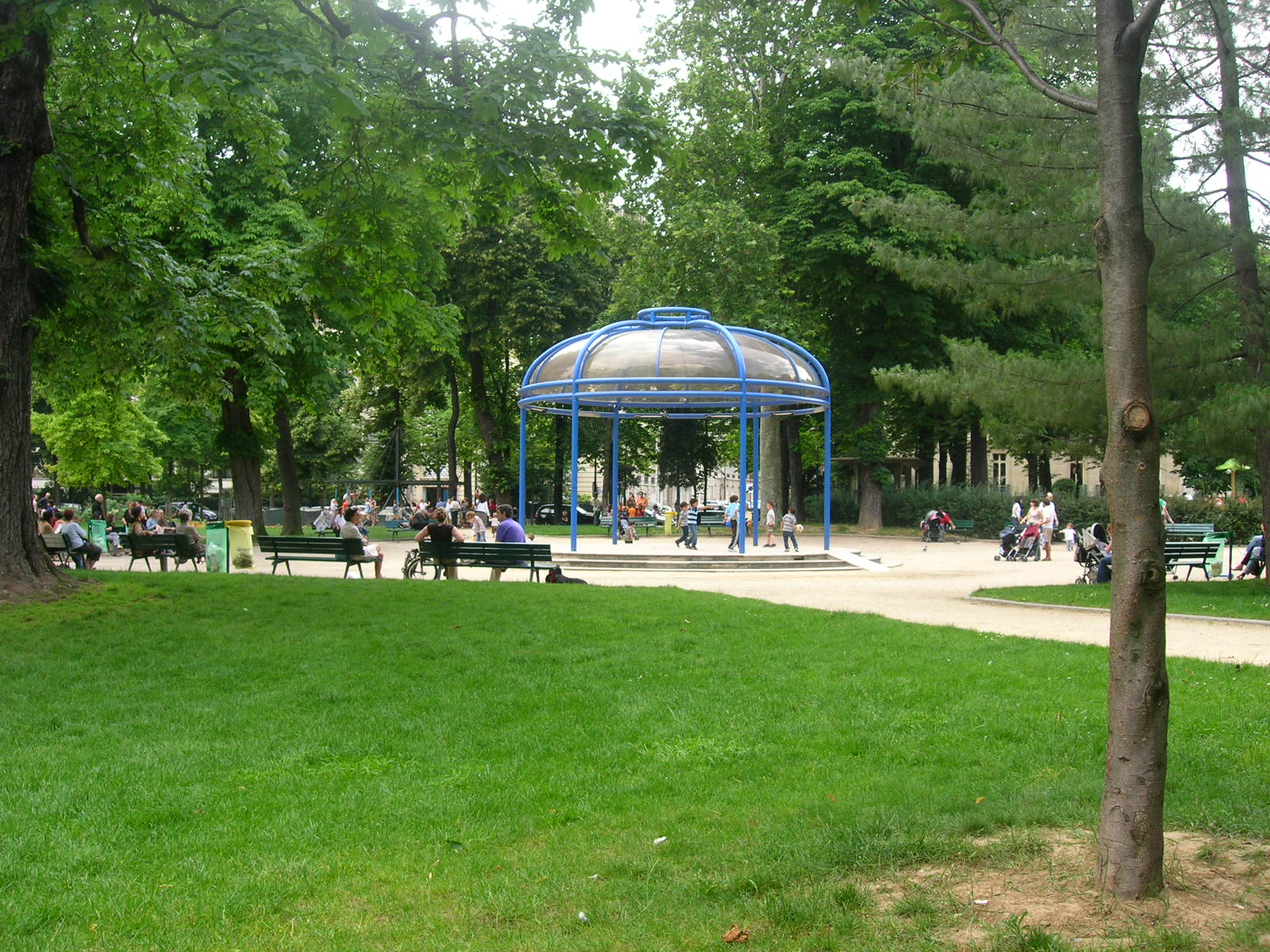
Rotonda e area per giochi infantili del giardino del Ranelagh

Il giardino del Ranelagh (jardin du Ranelagh in lingua francese) è uno spazio verde del  XVI arrondissement di Parigi, in Francia, che prese il nome dal nobile diplomatico e uomo politico britannico Richard Jones, I conte di Ranelagh. Si tratta di un giardino all'inglese realizzato dall'ingegner Jean-Charles Alphand, principale progettista di parchi e spazi boscosi parigini all'epoca hausmanniana. È particolarmente apprezzato il suo Teatro delle marionette. Sul lato occidentale del giardino si trova il  Museo Marmottan Monet. Le vie nelle immediate vicinanze del giardino sono altresì note per la concentrazione di ambasciate e di istituti internazionali di Parigi, insieme a quelle attorno al parc Monceau, facendone un luogo frequentato da diplomatici.
Fatto raro per un parco parigino, esso è aperto al pubblico in permanenza, anche di notte. Il suo relativo isolamento, nella parte ovest del XVI arrondissement di Parigi e la vicinanza al Bois de Boulogne ne limita la frequentazione.

## Storia

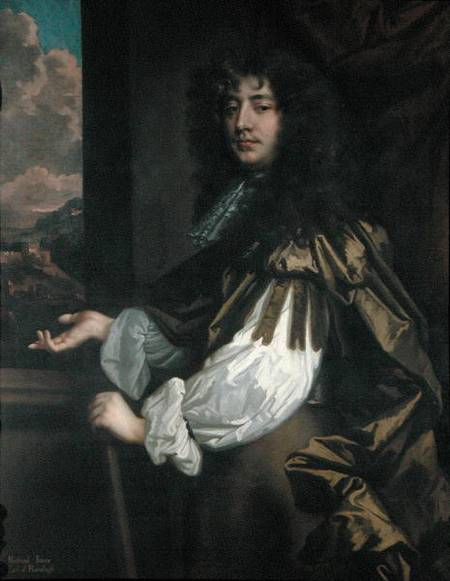
Richard Jones, 1º conte di Ranelagh

### Il ballo del Ranelagh
Il petit Ranelagh era un luogo alla moda alla fine del XVIII secolo. Esso venne aperto il 25 luglio 1774 nel giardino del castello della Muette da Morissan, un guardiano della barriera di Passy, con un prezzo di accesso di 24 soldi. Morissan ottenne dal maresciallo Carlo di Rohan-Soubise il permesso di farvi includere il terreno dedicato alla danza sui giardini del castello della Muette e di farvi costruire un caffè e un ristorante a imitazione dei giardini del Ranelagh, creati dal Lord Ranelagh per i giardini della sua casa di Chelsea a Londra e aperti dal 1742.
Durante la Rivoluzione francese, il parco della Muette divenne un centro della cultura moscardine e della controrivoluzione, dopo che, il 20 giugno 1790, primo anniversario del Giuramento della Pallacorda, questo vi fu celebrato con un banchetto al quale parteciparono Danton e Robespierre. Il suo successo non diminuì durante il periodo del Consolato, né in quello del Primo impero.
Il ballo fu requisito dai distaccamenti russi durante l'occupazione alleata di Parigi del 1814-1815 e la sala da ballo fu trasformata dapprima in scuderia e poi in ospedale.
Nel 1818, un uragano provocò il crollo dell'edificio del ballo. Il luogo riebbe un certo successo negli anni 1830, benché certe stravaganze degli anni passati non fossero più di moda.

## Gallerie dei giardini del Ranelagh di Chelsea a Londra
Il giardino parigino del Ranelagh s'ispira al suo omonimo londinese, egualmente creato per il nobile, parlamentare e diplomatico Lord Ranelagh.

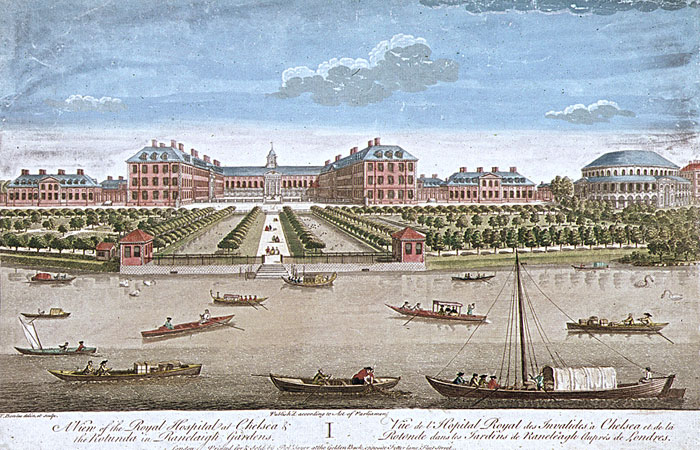
Veduta dell'ospedale reale des Invalides a Chelsea e della rotonda nei giardini del Ranelaegh a Londra (1749).
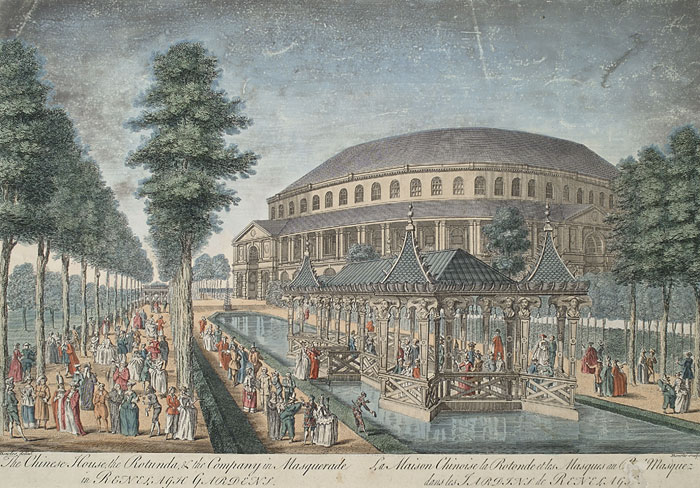
La Casa cinese, la rotonda e le maschere del ballo mascherato nei giardini del Ranelagh (1754).
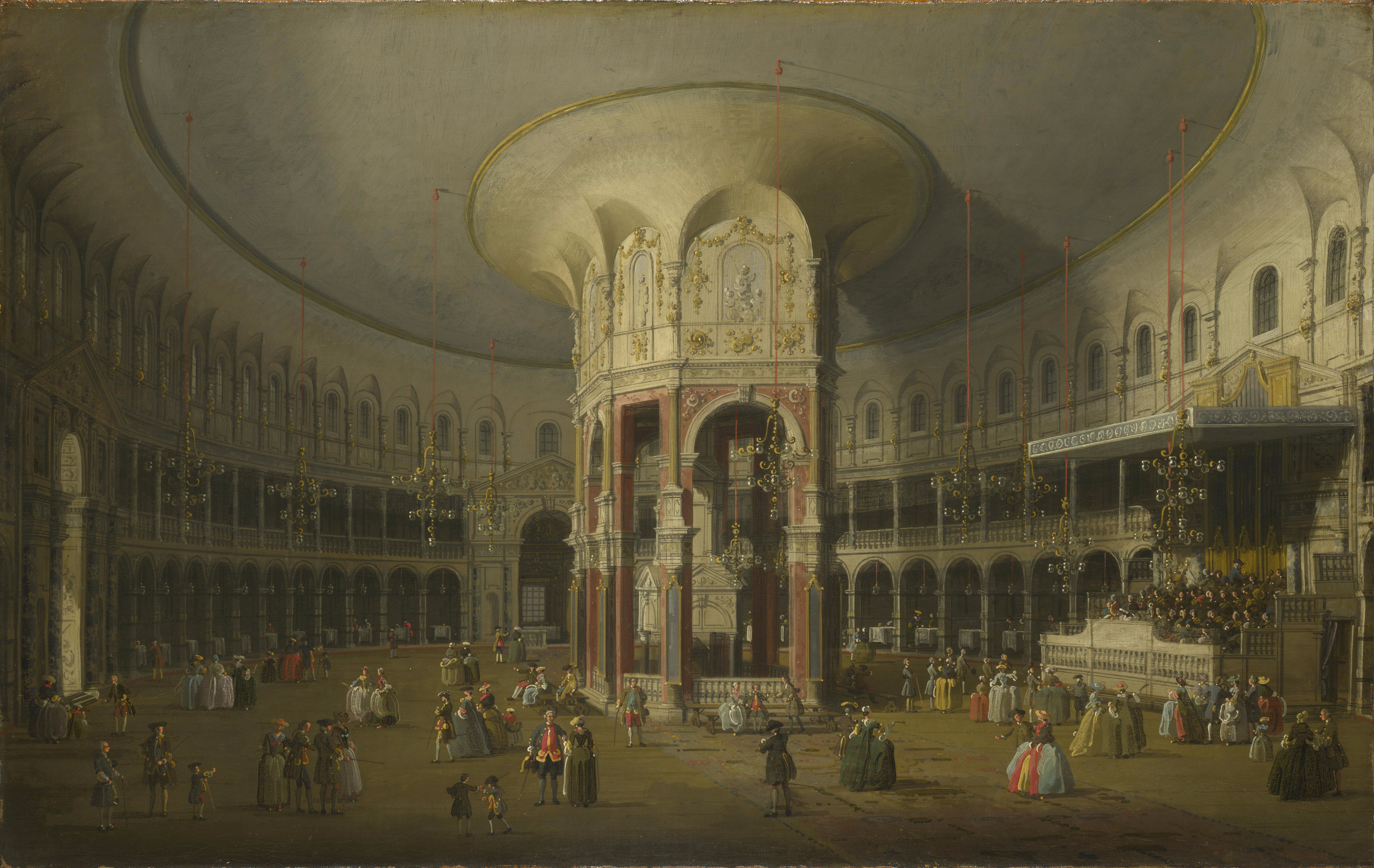
La rotonda dei giardini del Ranelagh di Londra dipinti dal Canaletto (1754).

### Il giardino pubblico

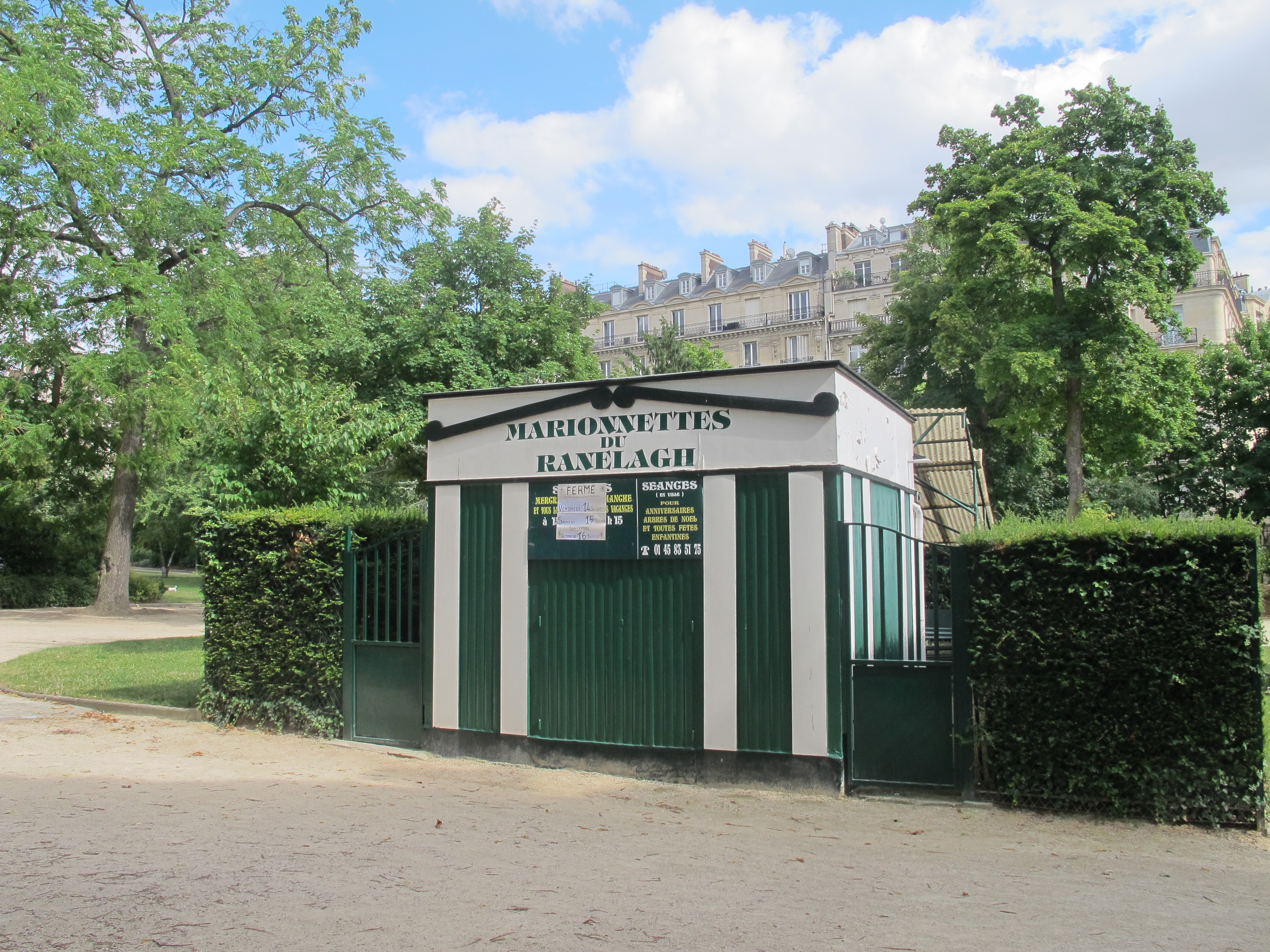
Teatro delle marionette del Ranelagh.

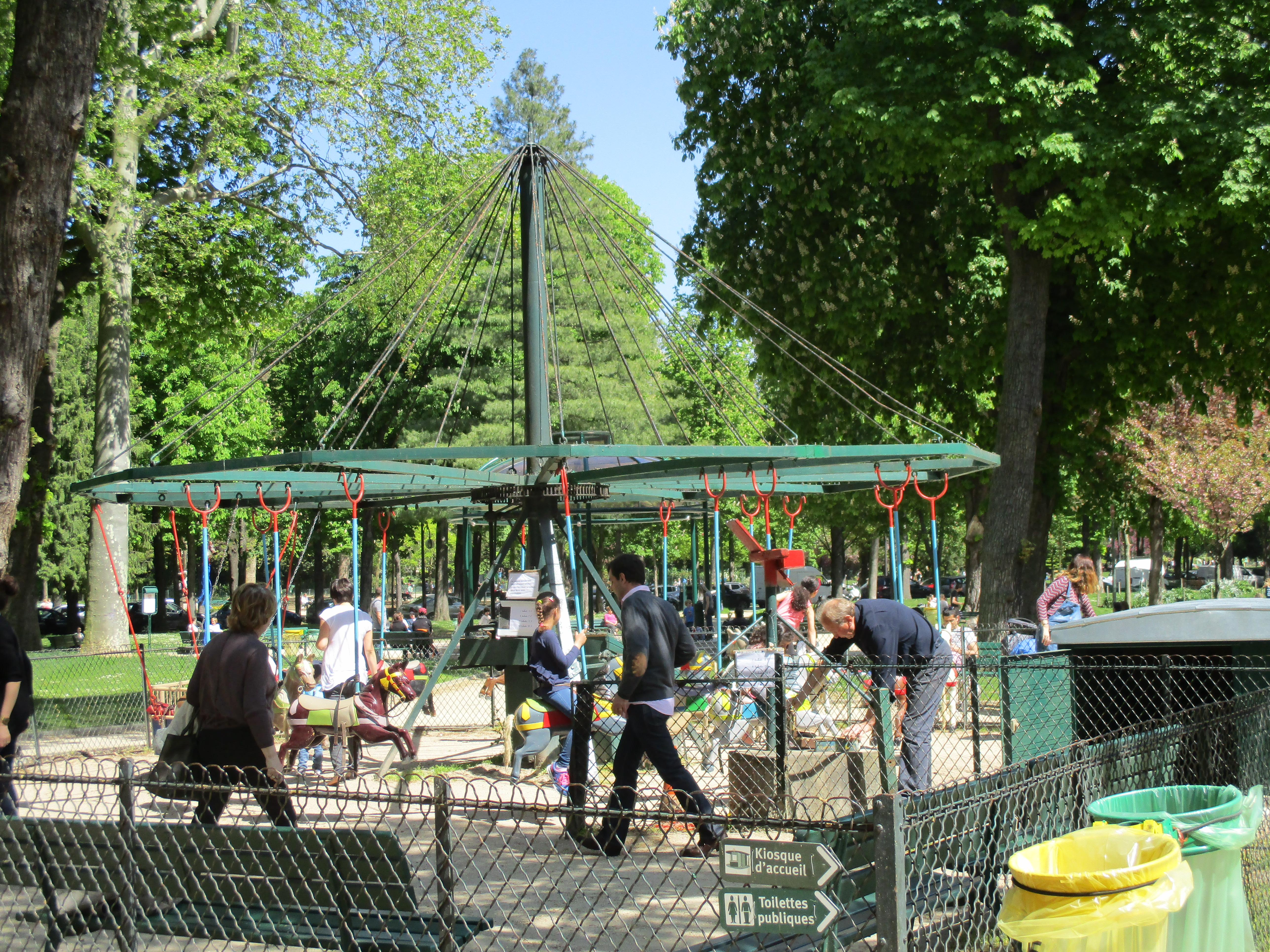
Maneggio del Ranelagh.

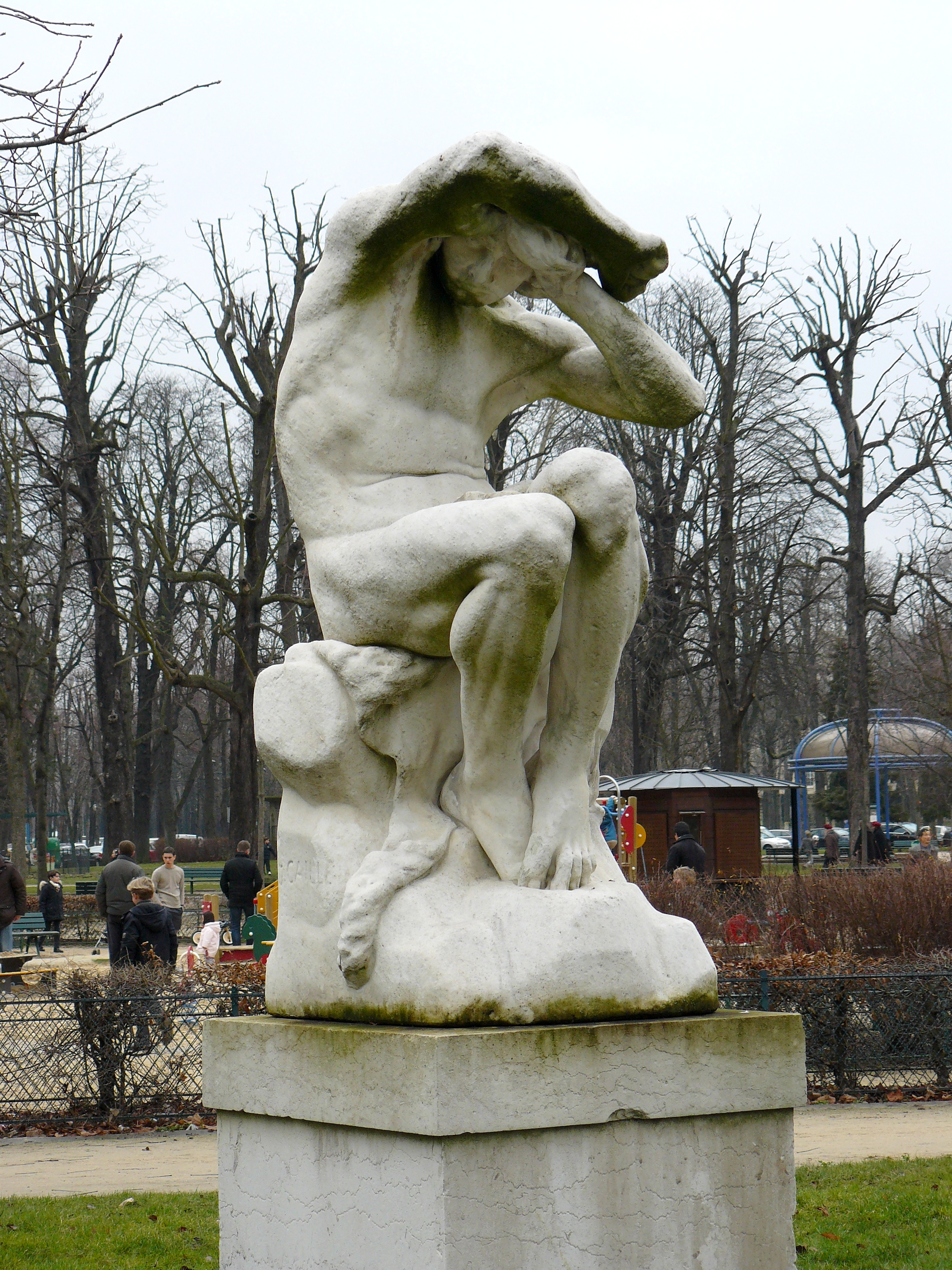
Caino di Joseph Caillé, nel giardino del Ranelagh

Il giardino pubblico di sei ettari è stato creato nel 1860 dal barone Haussmann in onore di Lord Ranelagh.
Esso prolunga e ricompone la carreggiata e il parco della Muette. Sistemato a triangolo il giardino attuale è stato abbellito nel corso dei tempi da numerosi gruppi scultorei, ad esempio: un Caino in marmo di Joseph Caillé, delle figure infantili (Il pescatore e la meditazione, inizio anni 1880), e un grande gruppo dedicato a Jean de La Fontaine, verso il 1900, che è stato dotato di nuovi bronzi nel 1984. Dall'inizio del XX secolo vi sono parimenti piante rare oltre ai frassini e agli ippocastani.
Il giardino confinava:
- a nord, fin verso il 1920, con il recinto del parco del castello della Muette, antica proprietà reale che apparteneva, dopo il 1820, al fabbricante di pianoforti e arpe Sébastien Érard, poi ai suoi eredi. Un quartiere residenziale si estende sulla parte sud dell'antico parco, dominio dell'OCDE al nord;
- a sud, fino al 1985, con la linea ferroviaria della Piccola Cintura, la cui stazione della Muette serviva il giardino. Dal 2007 il sedime della linea della Piccola Cintura del XVI arrondissement è aperta ai pedoni. In questa occasione sono state piantate altre essenze rare. Su richiesta dell'ambasciata del Madagascar in Francia, è stata posta una stele commemorativa che celebra la fraternità d'armi franco-malgascia durante le due guerre mondiali.

Nel giardino si trovano un teatro di marionette (che accolse il clown Buffo), oltre a un maneggio che è uno dei più vecchi di Parigi. Con cavalli in legno, esso funzione sempre a manovella.

## Accesso
Il giardino è accessibile attraverso la carreggiata della Muette (prolungamento della rue de Passy), l'avenue Raphaël e l'avenue Ingres. Ha la particolarità rara per un giardino parigino di essere aperto sia il giorno che la notte.
Il parco è servito dalla linea del Metrò n. 9 alle stazioni di La Muette e Ranelagh. L'autolinea urbana RATP n. 32 (collegamento tra la porta di d'Auteuil e la Gare de l'Est) passa lungo la carreggiata della Muette. La Gare de Boulainvilliers (  Linea C della RER) si trova parimenti nelle vicinanze.

### I dintorni del giardino
Il giardino è delimitato a est dall'avenue Raphaël, a sud dal boulevard de Beauséjour e a nord dall'allée Pilâtre-de-Rozier. Le ambasciate dell'Afghanistan, del Gabon, del Madagascar, dell'India e del Sudan, come l'OCDE hanno un ingresso che si apre sul giardino.

## Cinema
- La Belle Personne di Christophe Honoré, con Léa Seydoux (2008).

## Illustrazioni

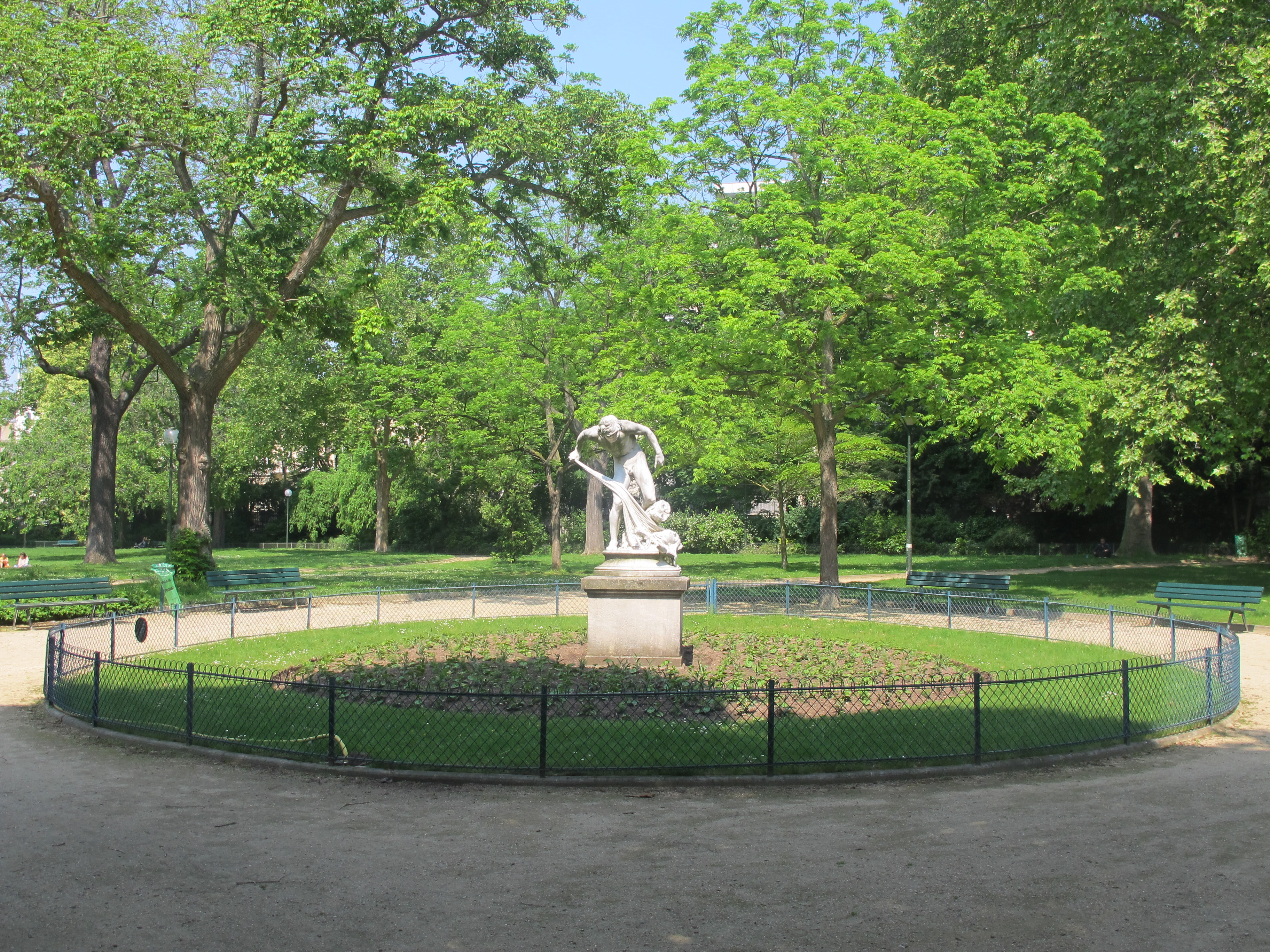
Area di rispetto attorno a una statua.
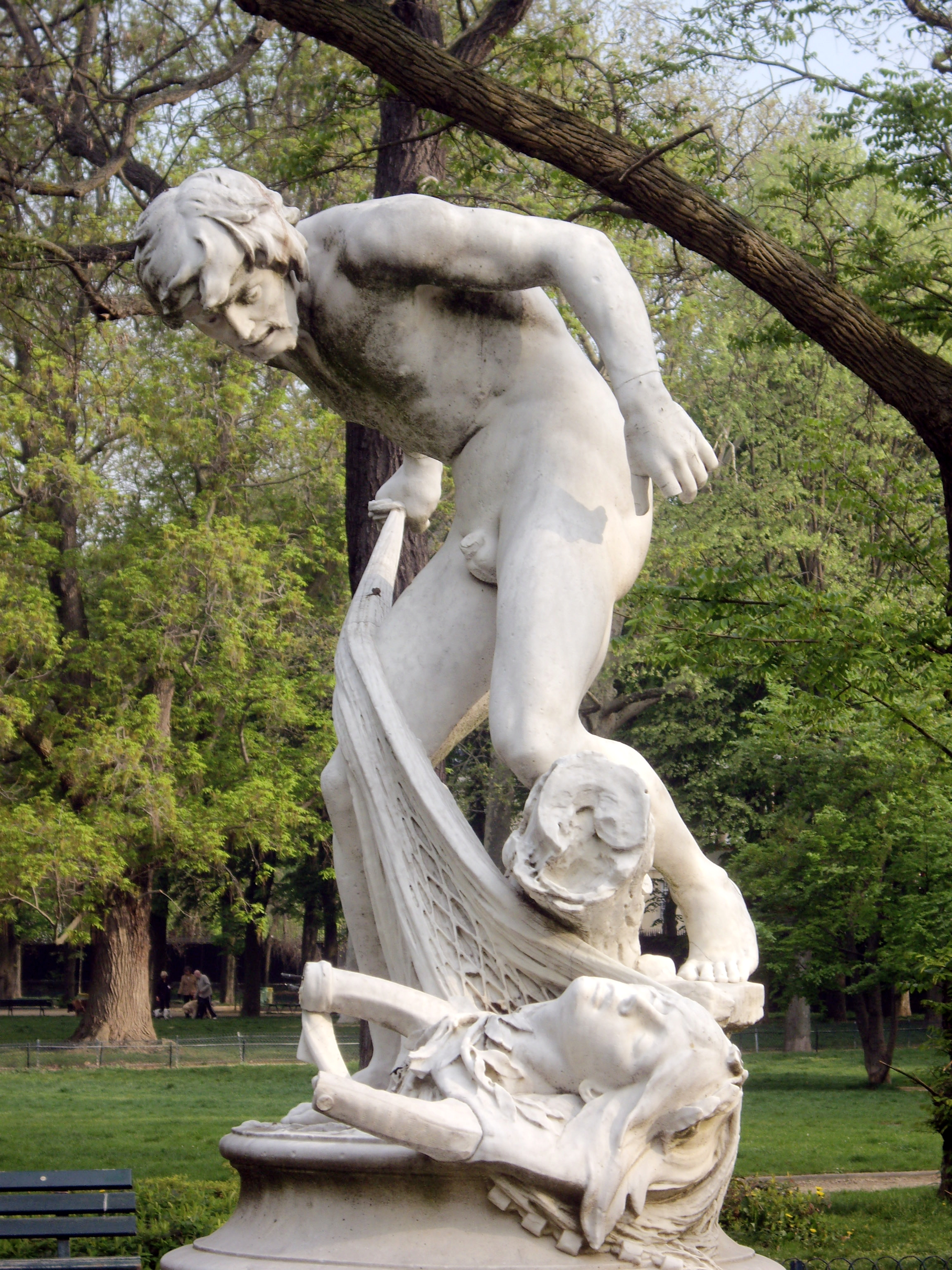
Dettaglio della statua della fotografia precedente: Léon-Eugène Longepied, Pescatore che trascina la testa di Orfeo nella sua rete (1883).
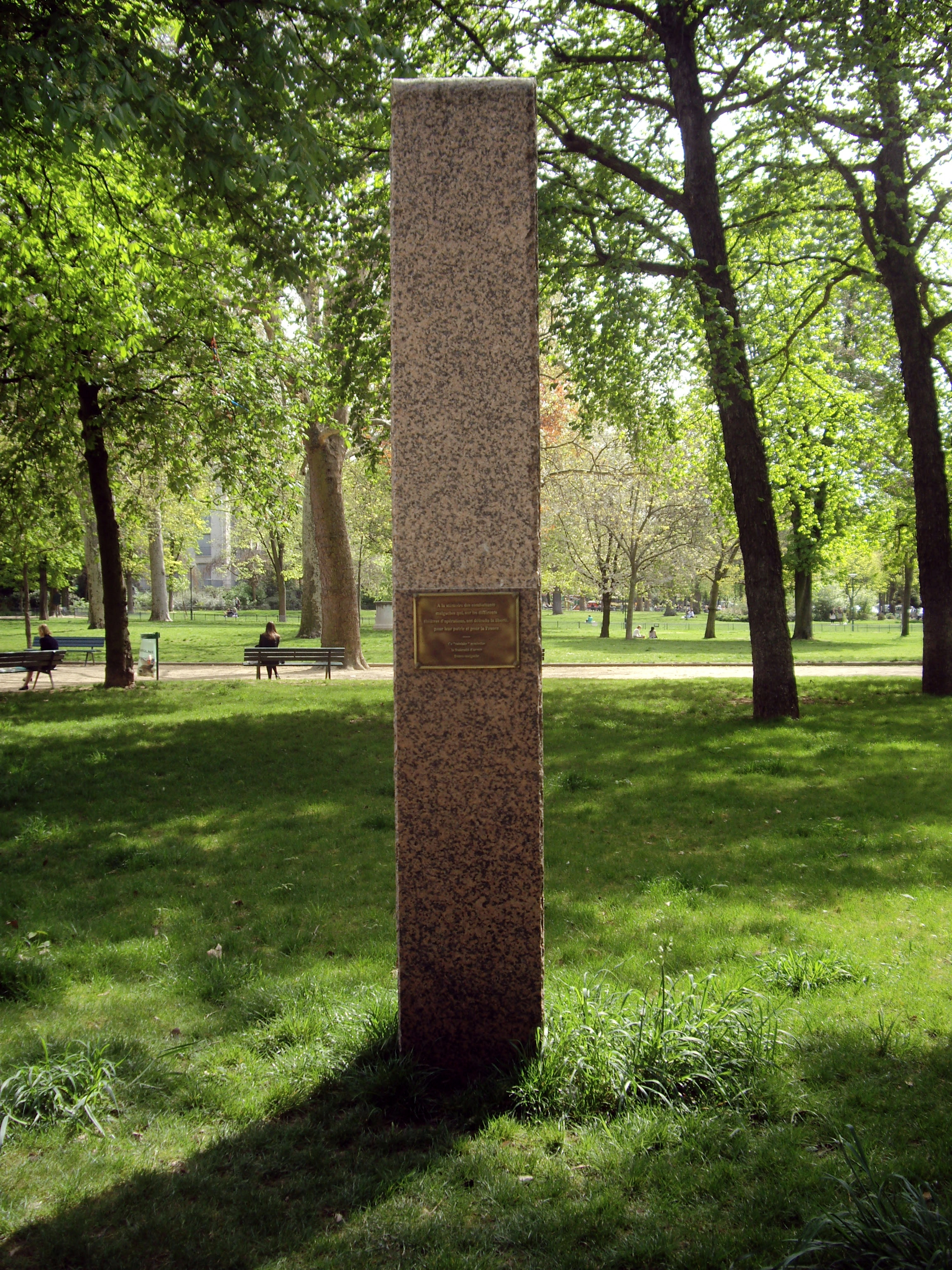
Glossario del Madagascar simbolizzante la  «fraternità d'armi franco-malgascia» eretto nel giardino in prossimità dell'ambasciata del Madagascar.
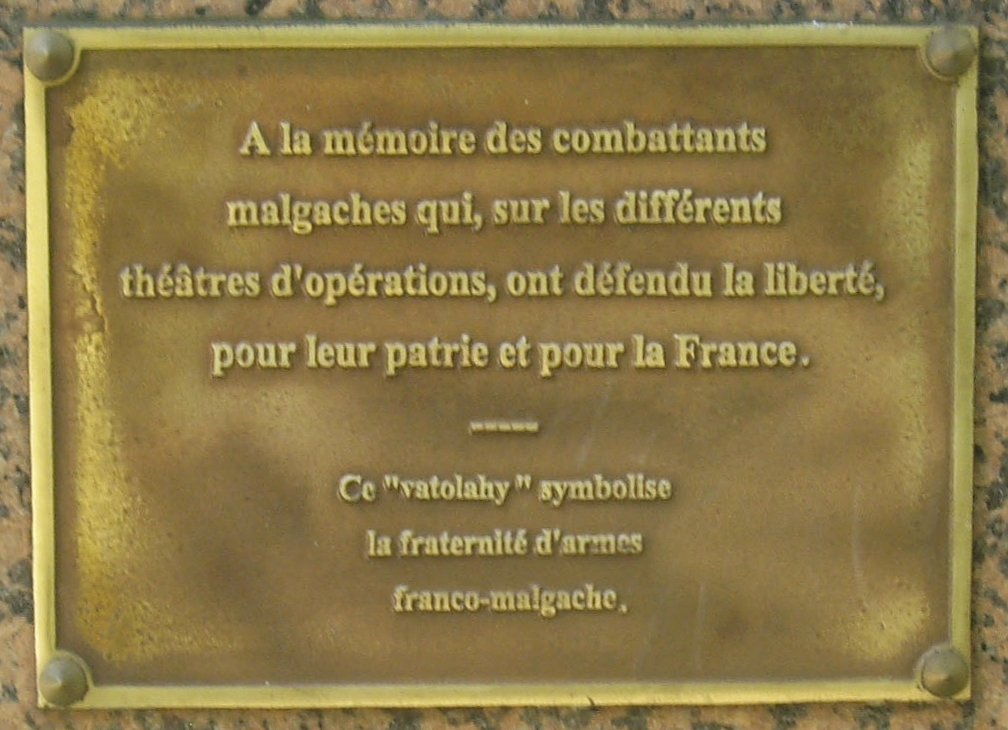
Dettaglio della placca del monumento precedente.
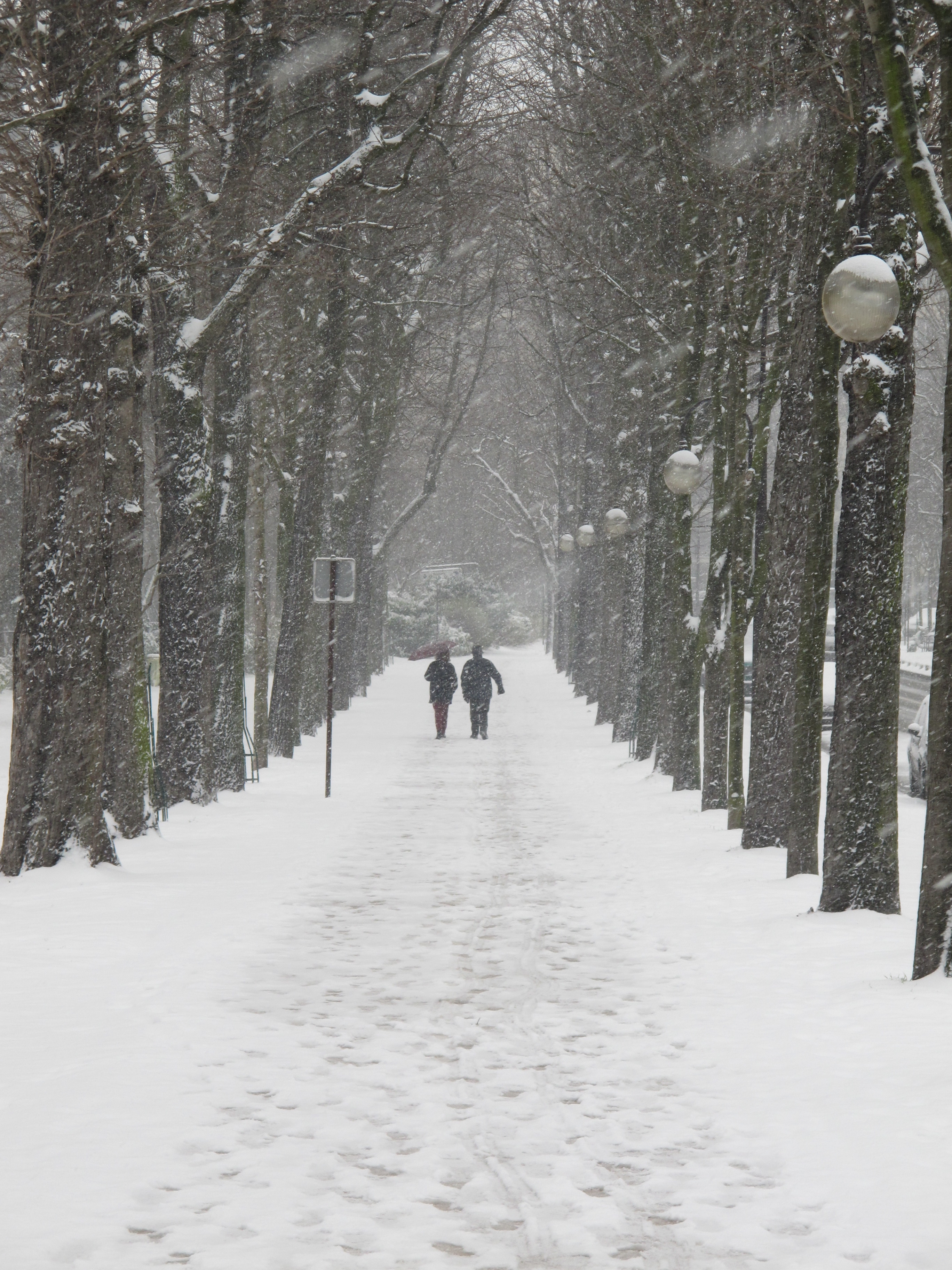
Il giardino del Ranelagh sotto la neve.
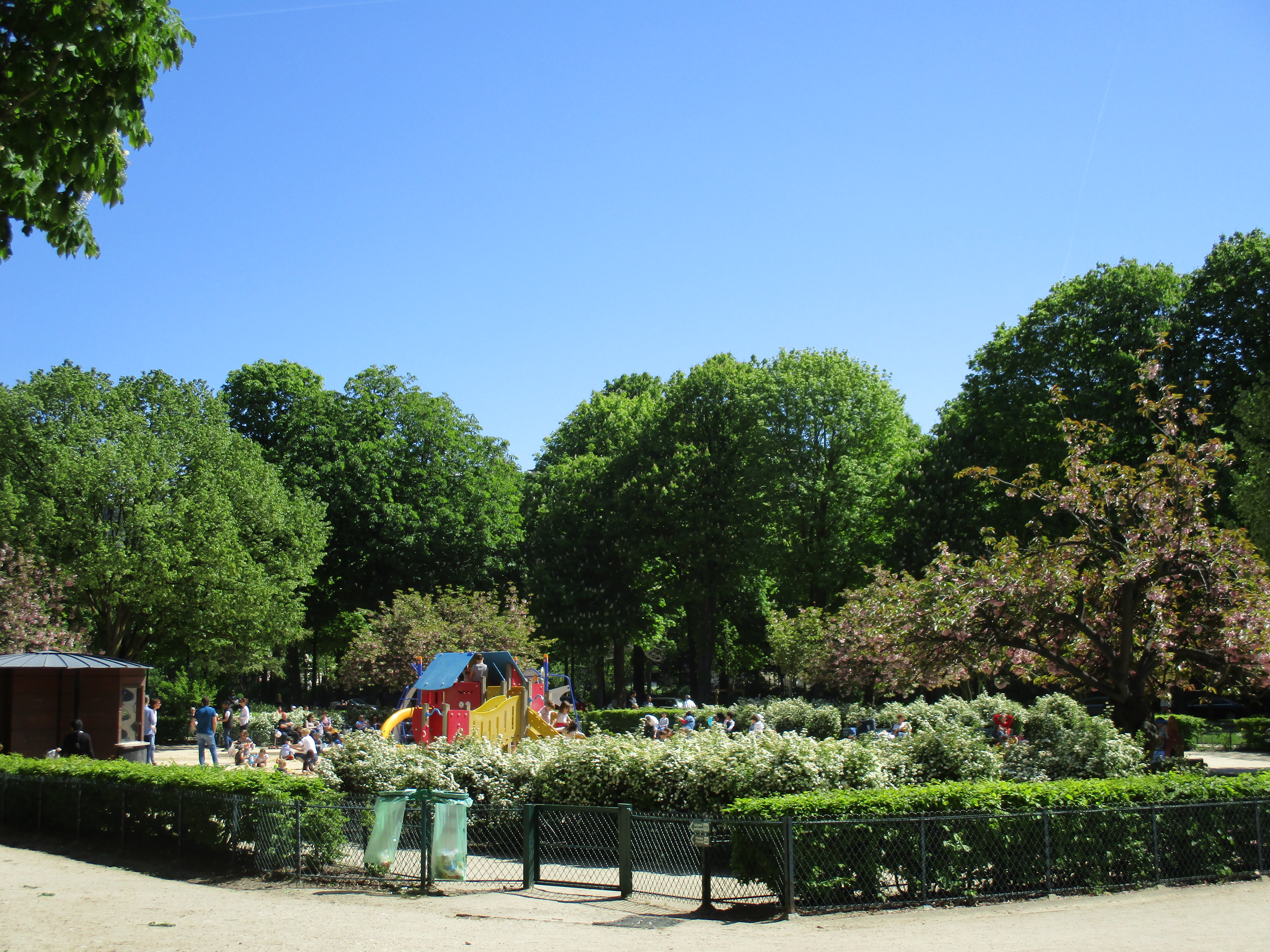
Area per giochi di bambini